# 2005-ös Dakar-rali
A 2005-ös Dakar-rali 2004. december 31-én rajtolt Barcelonából, és január 16-án ért véget Dakar városában. A 27. alkalommal megrendezett versenyen 230 motoros 165 autós és 69 kamionos egység indult.

## Útvonal
Történelme során először indult Barcelonából a mezőny. A versenyzők 9 039 km megtétele után, Spanyolország, Marokkó, Mauritánia és Mali éríntésével jutottak el Szenegál fővárosába, Dakarba.
| Szakasz | Dátum        | Honnan            | Hová        | Össztáv (km) |
| ------- | ------------ | ----------------- | ----------- | ------------ |
| 1       | december 31. | Barcelona         | Barcelona   | 50           |
| 2       | január 1.    | Barcelona         | Granada     | 920          |
| 3       | január 2.    | Granada           | Rabat       | 573          |
| 4       | január 3.    | Rabat             | Agadir      | 666          |
| 5       | január 4.    | Agadir            | Smara       | 654          |
| 6       | január 5.    | Smara             | Zouérat     | 622          |
| 7       | január 6.    | Zouérat           | Tichit      | 669          |
| 8       | január 7.    | Tichit            | Tidjikja    | 538          |
| 9       | január 8.    | Tidjikja          | Atar        | 399          |
|         | január 9.    | Pihenőnap Atarban |             |              |
| 10      | január 10.   | Atar              | Atar        | 499          |
| 11      | január 11.   | Atar              | Kiffa       | 695          |
| 12      | január 12.   | Kiffa             | Bamako      | 819          |
| 13      | január 13.   | Bamako            | Kayes       | 668          |
| 14      | január 14.   | Kayes             | Tambacounda | 630          |
| 15      | január 15.   | Tambacounda       | Dakar       | 569          |
| 16      | január 16.   | Dakar             | Dakar       | 68           |

## Végeredmény
A versenyt összesen 104 motoros, 75 autós és 36 kamionos fejezte be.

### Motor
|    | Versenyző     | Motor |
| -- | ------------- | ----- |
| 1. | Cyril Despres | KTM   |
| 2. | Marc Coma     | KTM   |
| 3. | Alfie Cox     | KTM   |

### Autó
|     | Versenyző            | Motor      |
| --- | -------------------- | ---------- |
| 1.  | Stéphane Peterhansel | Mitsubishi |
| 2.  | Luc Alphand          | Mitsubishi |
| 3.  | Jutta Kleinschmidt   | Volkswagen |
| 18. | Palik László         | Nissan     |

### Kamion
|    | Versenyző          | Motor           |
| -- | ------------------ | --------------- |
| 1. | Firdaus Kabirov    | Kamaz           |
| 2. | Yoshimasa Sugawara | Hino            |
| 3. | Giacomo Vismara    | Mercedes Unimog |